# Marcus (Caesar)

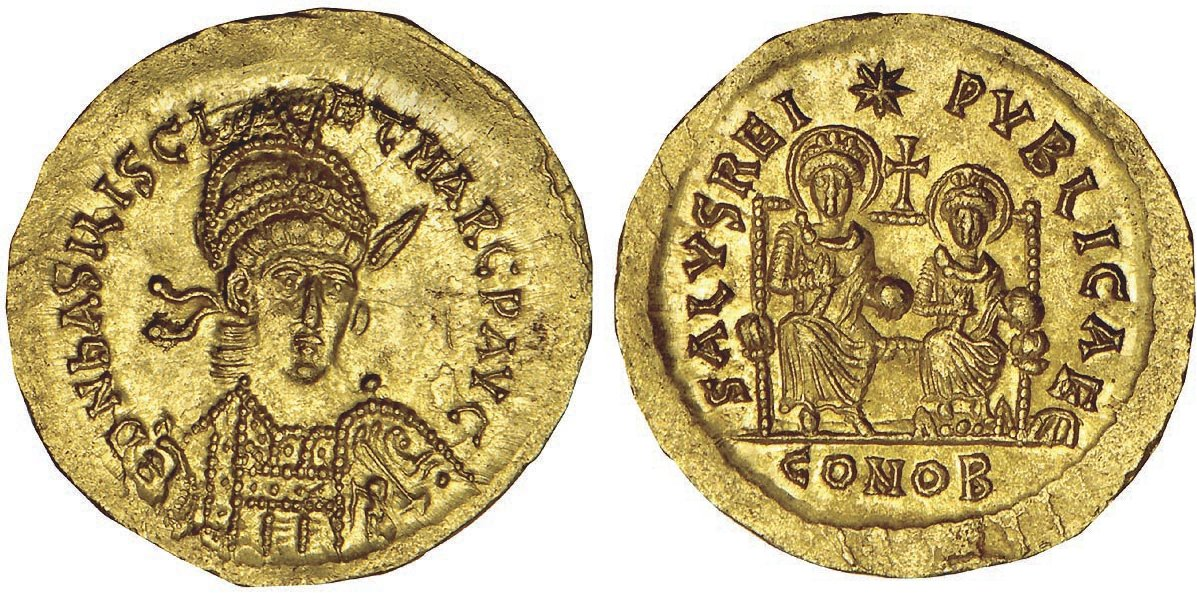
Solidus des Basiliskos und Marcus: Vorderseite mit Büste des Basiliskos, Rückseite mit den thronenden Kaisern Basiliskos (links) und Marcus

Marcus (altgriechisch Μάρκος; † 476 in Limnai, Kappadokien) war Sohn und Mitregent des oströmischen Gegenkaisers Basiliskos von 475 bis 476. Seine Mutter war Aelia Zenonis. 
Im Januar 475 hatte Basiliskos in einer Palastrevolution Zenon abgesetzt und ins Exil nach Syrien vertrieben. Kurz nach der Regierungsübernahme in Konstantinopel wurde Marcus zum Caesar ernannt und noch im selben Jahr zum Augustus befördert. Im August 476 gelangte Zenon mit militärischer Hilfe an die Macht zurück. Einigen spätantiken Quellen zufolge flohen Marcus und seine Eltern in den Schutzbereich einer Kirche, wurden dennoch gefangen genommen und auf Geheiß Zenons nach Limnae in Kappadokien verbannt, wo man sie in einer trockenen Zisterne einkerkerte und verdursten ließ.